# 카르투슈 (영화)
카르투슈(Cartouche, Swords Of Blood)는 이탈리아에서 제작된 필립 드 브로카 감독의 1962년 액션, 코미디, 모험 영화이다. 쟝 뽈 벨몽도 등이 주연으로 출연하였고 조지 덩시거스 등이 제작에 참여하였다.

## 출연

### 주연
- 쟝 뽈 벨몽도
- 클라우디아 카르디날레

### 조연
- 제스 한
- 마르셀 달리오
- 장 로슈포르
- 필리프 레마르
- 노엘 로크베르

## 제작진
- 미술: 프랑수아 드 라모스
- 의상: 로신느 델라마르